# Septembre 1995

## Événements
- 3 septembre : assassinat à Alger des religieuses enseignantes Bibiane Leclercq et Angèle-Marie Littlejohn.

- 5 septembre : début de la dernière campagne d'essais nucléaires français.
- 7 septembre : Naissance de Yves Mudimbe (lumbumbashi-RDC)
- 10 septembre (Formule 1) : Grand Prix automobile d'Italie.

- 15 septembre : déclaration de Beijing[1] sur la situation des femmes dans le monde.

- 24 septembre (Formule 1) : Grand Prix automobile du Portugal.

- 30 septembre : première version de DirectX (1.0), pour Windows 95. Ce framework ouvre un nouveau tournant sur la programmation de jeux vidéo.

## Naissances
- 10 septembre : Jack Grealish, footballeur international anglais.
- 12 septembre : Raphael Dwamena, footballeur ghanéen († 11 novembre 2023).
- 13 septembre : 
  - Błażej Podleśny, joueur polonais de volley-ball.
  - Playboi Carti, rappeur américain.
- 14 septembre : 
  - Antonin Bobichon, footballeur français.
  - Fernando Calero, footballeur espagnol.
  - Jevon Carter, basketteur américain.
  - Imène Cherif-Sahraoui, skipper algérienne.
  - Pape Abou Cissé, footballeur sénégalais.
  - Stuart Findlay, footballeur international écossais.
  - Jason Fuchs, joueur professionnel suisse de hockey sur glace.
  - Sim Jae-young, taekwondoïste sud-coréenne.
  - Wassila Lkhadiri, boxeuse française.
  - Rika Masuya, joueuse internationale de football japonaise.
  - Jaime Nared, joueuse de basket-ball américaine.
  - Sander Sagosen, joueur norvégien de handball professionnel.
  - Sorn Seavmey, taekwondoïste cambodgienne.
  - Deshaun Watson, joueur professionnel américain de football américain.
  - Nawfel Zerhouni, footballeur marocain.
- 16 septembre : Aaron Gordon, basketteur américain.
- 17 septembre : Patrick Mahomes, joueur de football américain.
- 21 septembre : Bruno Caboclo, basketteur brésilien.
- 23 septembre : Rikuto Hirose, footballeur japonais.
- 24 septembre : Alexandra Botez, joueuse d'échecs américano-canadienne.
- 27 septembre : Lina Leandersson, actrice suédoise
- 29 septembre : Tara Hetharia, actrice, doubleuse, danseuse et chanteuse néerlandaise.

## Décès
- 2 septembre : Václav Neumann, chef d'orchestre (° 29 septembre 1920).
- 9 septembre : Reinhard Furrer, spationaute allemand (° 25 novembre 1940).
- 10 septembre : Charles Denner, comédien français (° 29 mai 1926).
- 12 septembre : 
  - Jeremy Brett, acteur britannique (° 3 novembre 1933).
  - Larry Gales, contrebassiste américain de jazz (° 25 mars 1936).
- 15 septembre : Gunnar Nordahl, footballeur suédois (° 19 octobre 1921).
- 17 septembre :
  - Jean Gol, homme politique belge (° 8 février 1942).
  - Lucien Victor, coureur cycliste belge (° 28 juin 1931).
- 25 septembre : Michel Cressole, journaliste, essayiste et militant français (° 6 novembre 1948).
- 30 septembre : Jean-Luc Lagarce, dramaturge, comédien et metteur en scène français (° 14 février 1957)